# Svarttjärnen (Skorpeds socken, Ångermanland, 703043-161392)
Svarttjärnen är en sjö i Örnsköldsviks kommun i Ångermanland och ingår i Nätraåns huvudavrinningsområde.